# 大泉寺 (沼津市)
大泉寺（だいせんじ）とは、静岡県沼津市東井出744、根方街道沿いにある、曹洞宗の寺院。山号は士詠山。本尊は聖観音。

## 歴史

### 建立

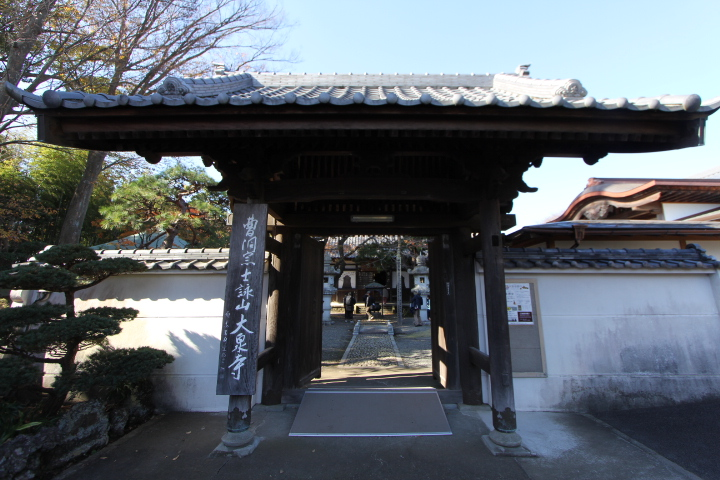
山門。（2017年12月撮影）

源義朝が平治の乱で敗北後、醍醐寺に預けられ僧となった阿野全成（今若）は、源頼朝挙兵時に参加に加わり功績をあげ、阿野荘（現在の井出から原にかけての地域）を賜まり館を建てた。阿野全成は、この地で、先祖の霊を弔うために大泉寺を建立した。阿野全成の弟の源義経が、兄の源頼朝に追われ奥州に逃れた際に、大泉寺に立ち寄り、阿野全成と涙ながらに語り合ったといわれる。その後、1203年（建仁3年）阿野全成も２代将軍・源頼家に叛いた疑いで、常陸国に流され首を切られた。大泉寺の阿野全成の墓には首のみ埋葬されており、首掛松の口伝も残っている。３代将軍・源実朝が暗殺された後、1219年（承久元年）阿野全成の息子の、阿野時元が将軍になるべく深山に城を築き準備を進めたが、討ち滅ぼされ、父子の墓が並ぶように埋葬されている。
寺院にはいくつかの古文書が残されており、その内容が『沼津市史資料編　古代・中世』に載っている。そのうち資料番号263、340はそれぞれ1536年（天文5年）と1558年（永禄元年）に今川義元が寺領安堵・諸役免除を保証した判物で、その中に法華院殿祭礼分参石とある。この法華院殿は阿野法橋全成のことである。少なくともこの時代に彼の供養が行われていることがわかる。

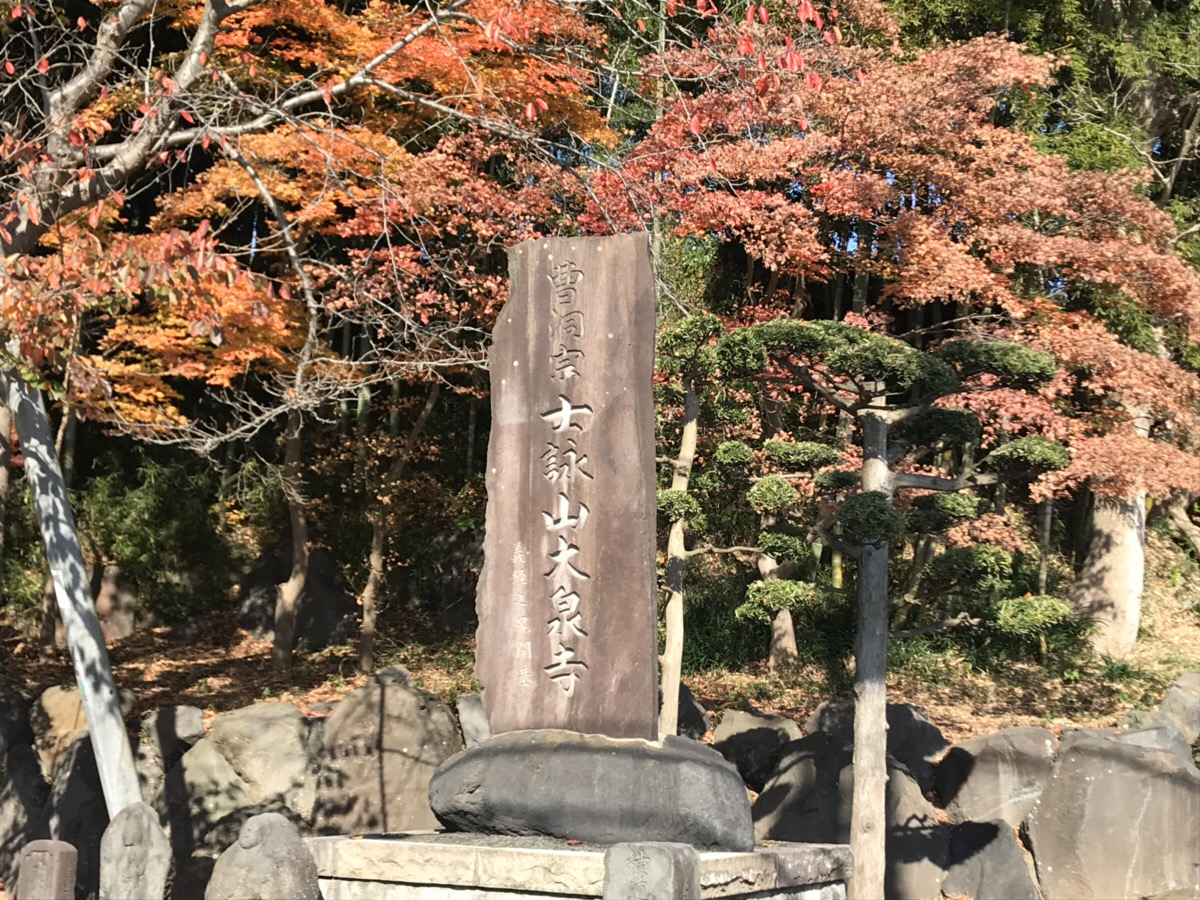
大泉寺前の石碑、義経之兄開基の記載あり。（2017年12月撮影）
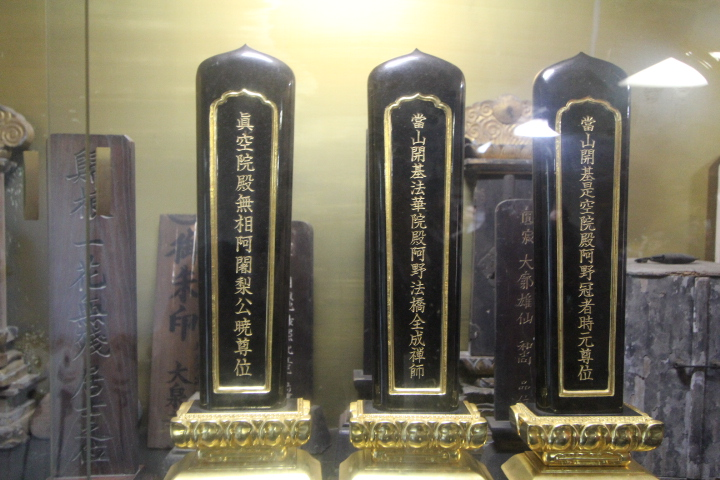
大泉寺のまつる位牌。左は公暁、中は阿野全成、右は阿野時元。許可を得て撮影。
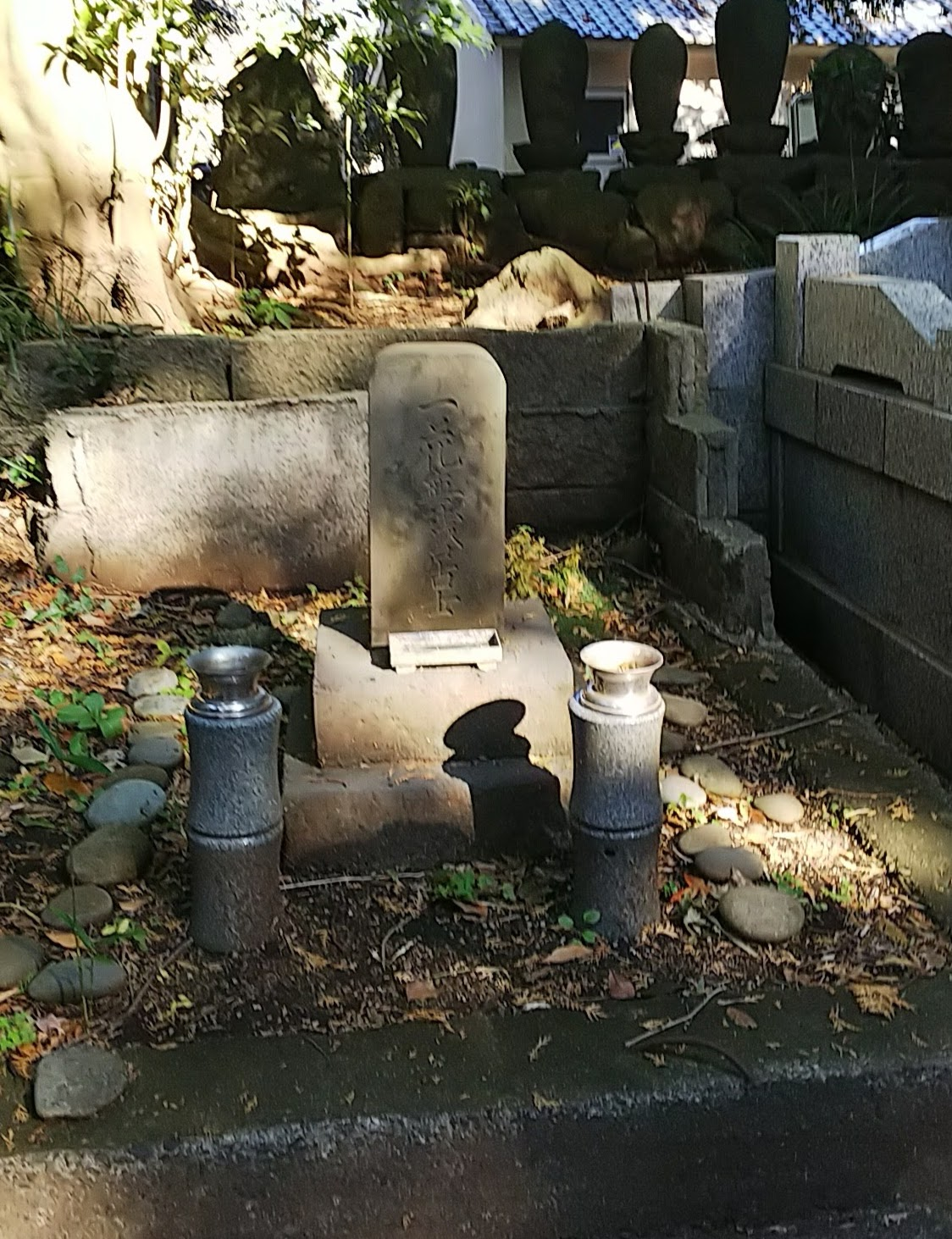
静岡県沼津市大泉寺敷地内にある一花無残居士の墓。小野寺左京のものと言い伝えがある。

### 安土・桃山・江戸時代

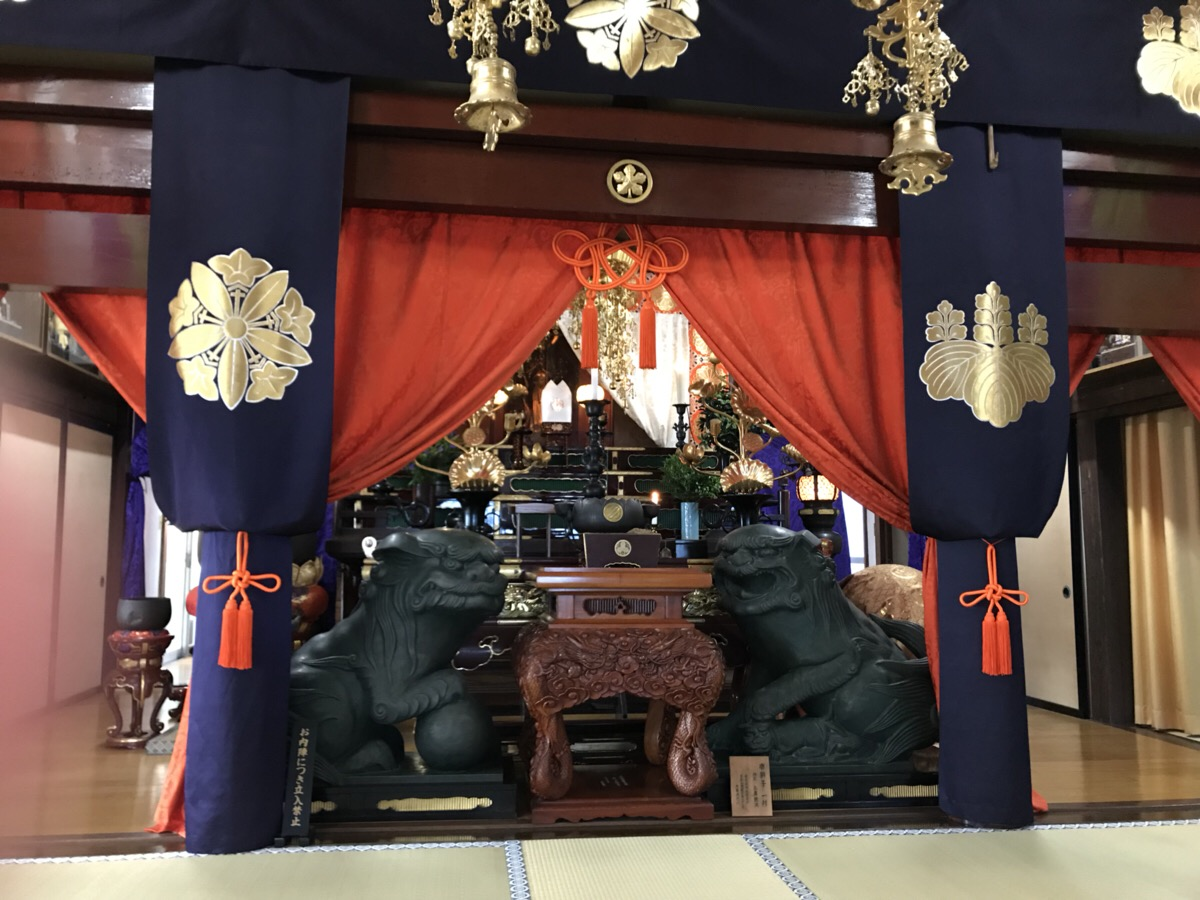
内陣。永平寺と總持寺の家紋がある。（2017年12月撮影）

江戸時代初期から後期にかけ、大泉寺は、駿豆両国横道の第16番観音霊場となった。
大泉寺はもともと真言宗であったが、曹洞宗太平山普明寺（静岡県裾野市千福）より梁山宗棟を招き開山し、真言宗から曹洞宗に改宗した。その時期は、天正年間（1573〜92年）とする資料と、永禄元年（1558年）とする資料あり。

### 近代

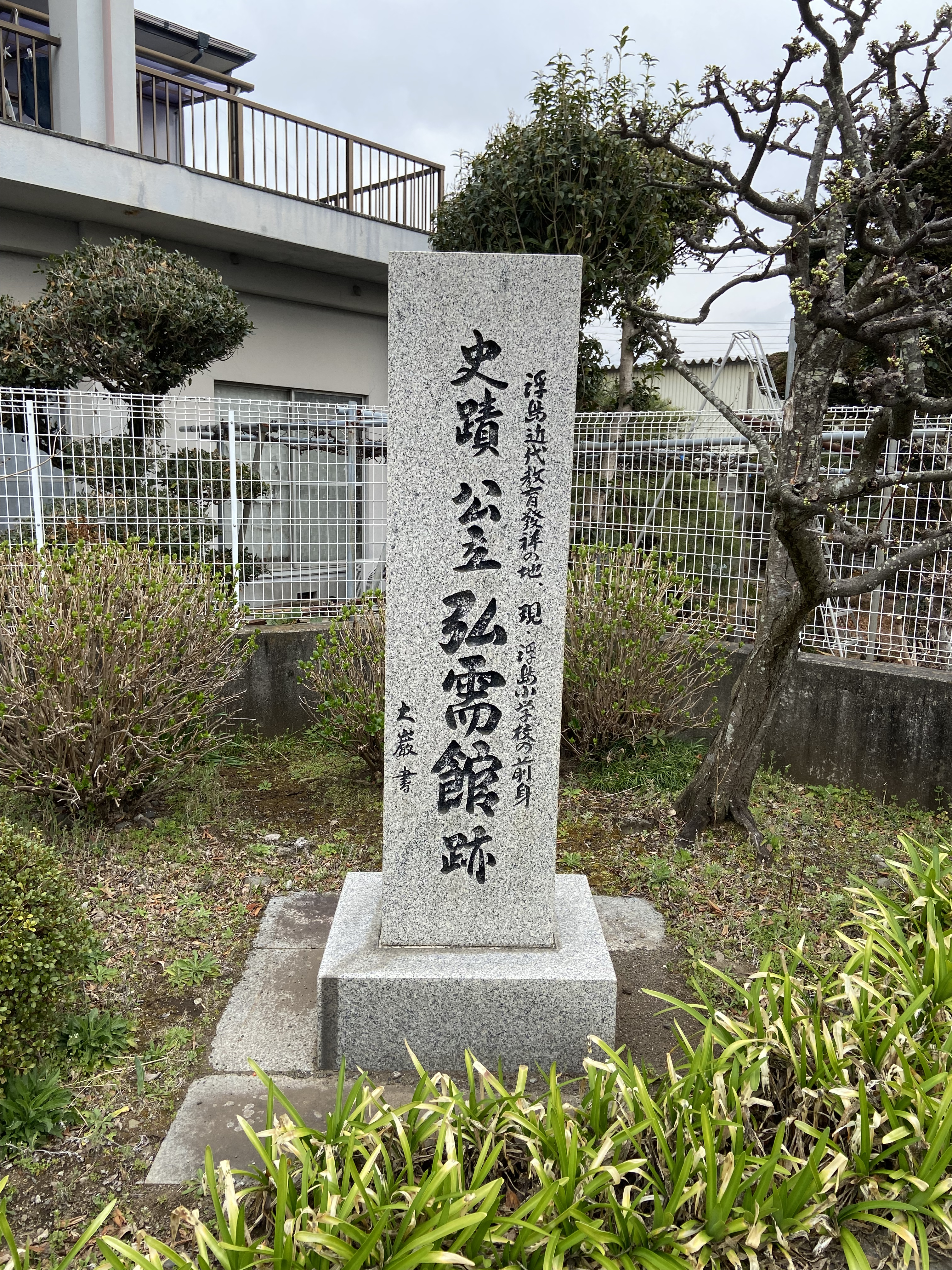
弘需館跡碑(2022年3月撮影)

1884年（明治7年）大泉寺を仮校舎として弘需館が設立された。弘需館は浮島小学校の前身である。

## 文化財
阿野全成の墓が、沼津市の史跡に指定されている。伝承によると、向かって左側が阿野全成の墓、右側が阿野時元の墓である。

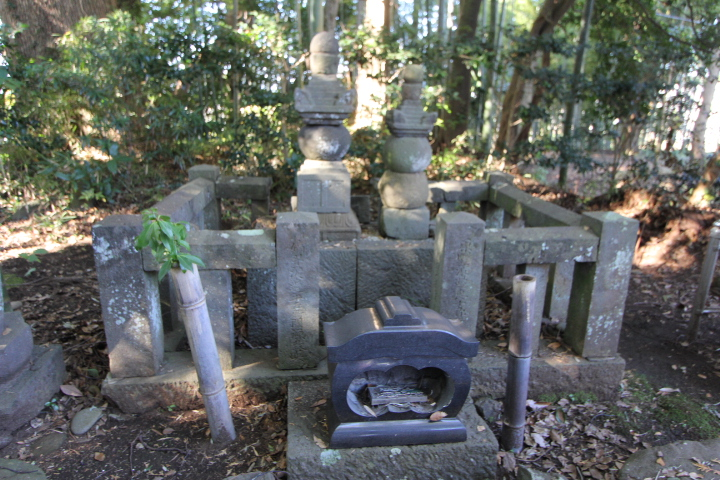
阿野全成墓（向かって左側）。　右側は時元。（2017年12月撮影）

## 口承

### 銀杏（いちょう）観音

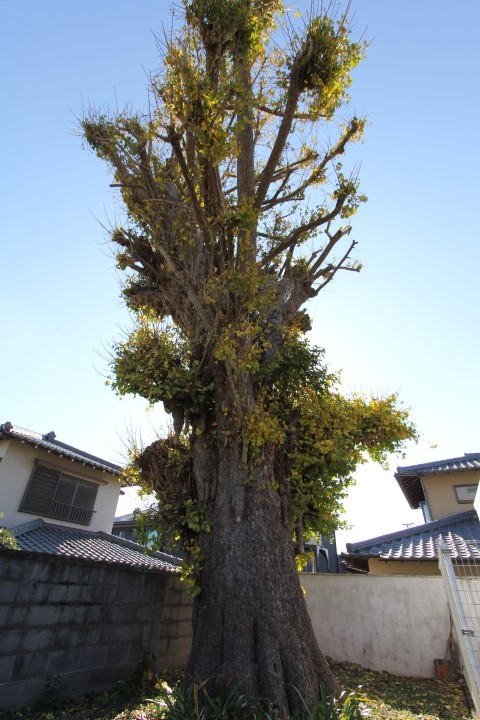
銀杏観音（2017年12月撮影）

子宝に恵まれない貧しい夫婦が、寺参りし祈りを捧げ、男児を授かる。しかし乳が出ずに困った夫婦は、再び寺に通い祈った。すると、母親の夢に、輝く観音がいちょうの木の上から現れ、願いをかなえると伝えた。二人は大きな銀杏の木がある大泉寺へ熱心に通い続け、十日余り後、ついに乳が出るようになった。この話が遠方まで伝わり、この大きな銀杏の木は「銀杏観音」「子育て観音」と呼ばれるようになった、という言い伝えがある。実際に大泉寺の門前には銀杏の木がある。

### 首掛け松
源頼朝の没後、弟の阿野全成は源頼家と対立し、やがて殺された。その際、刎ねられた首が一夜のうちに息子の時元のいた大泉寺に飛んできて、松の枝にかかったという言い伝えがある。境内には切り株と、その上の記念碑が残る。

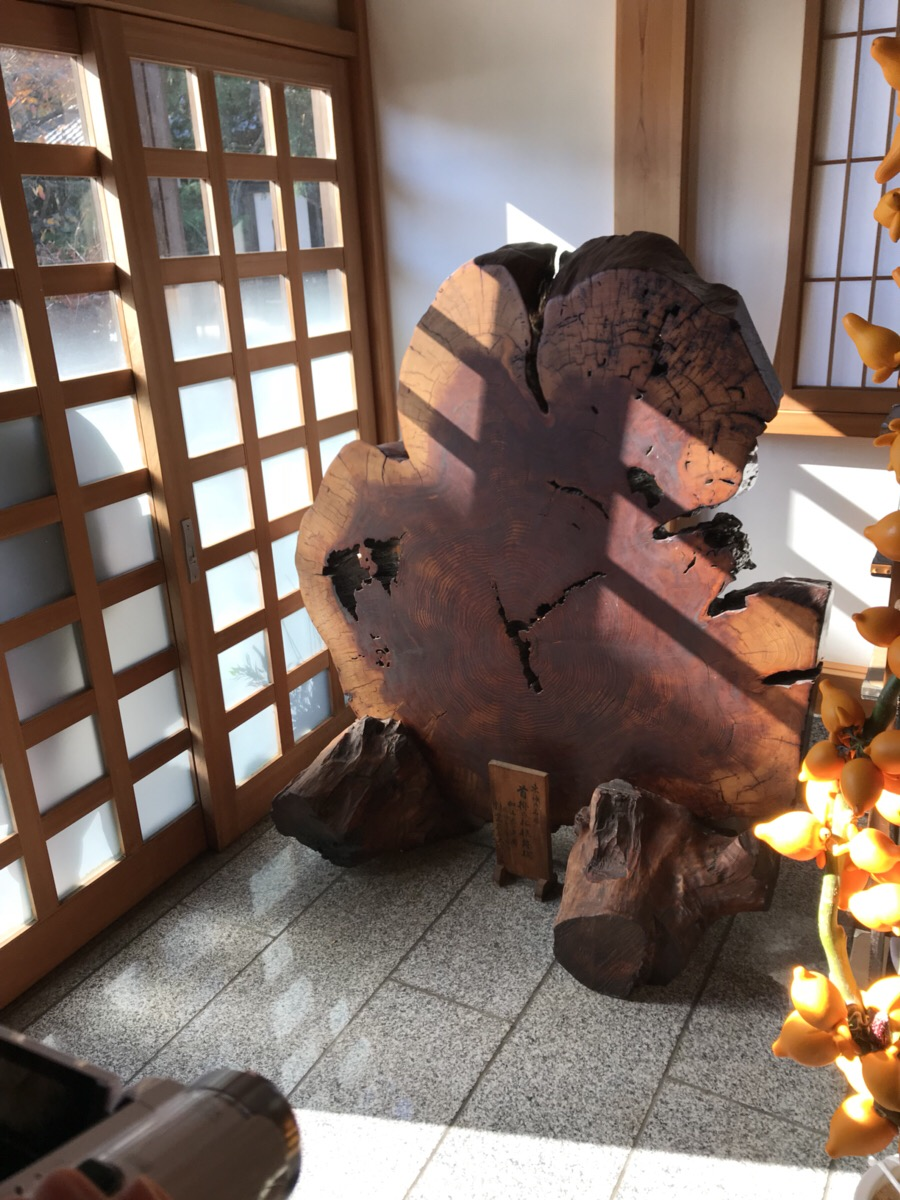
大泉寺には首掛け松の一部が残っている。（2017年12月撮影）
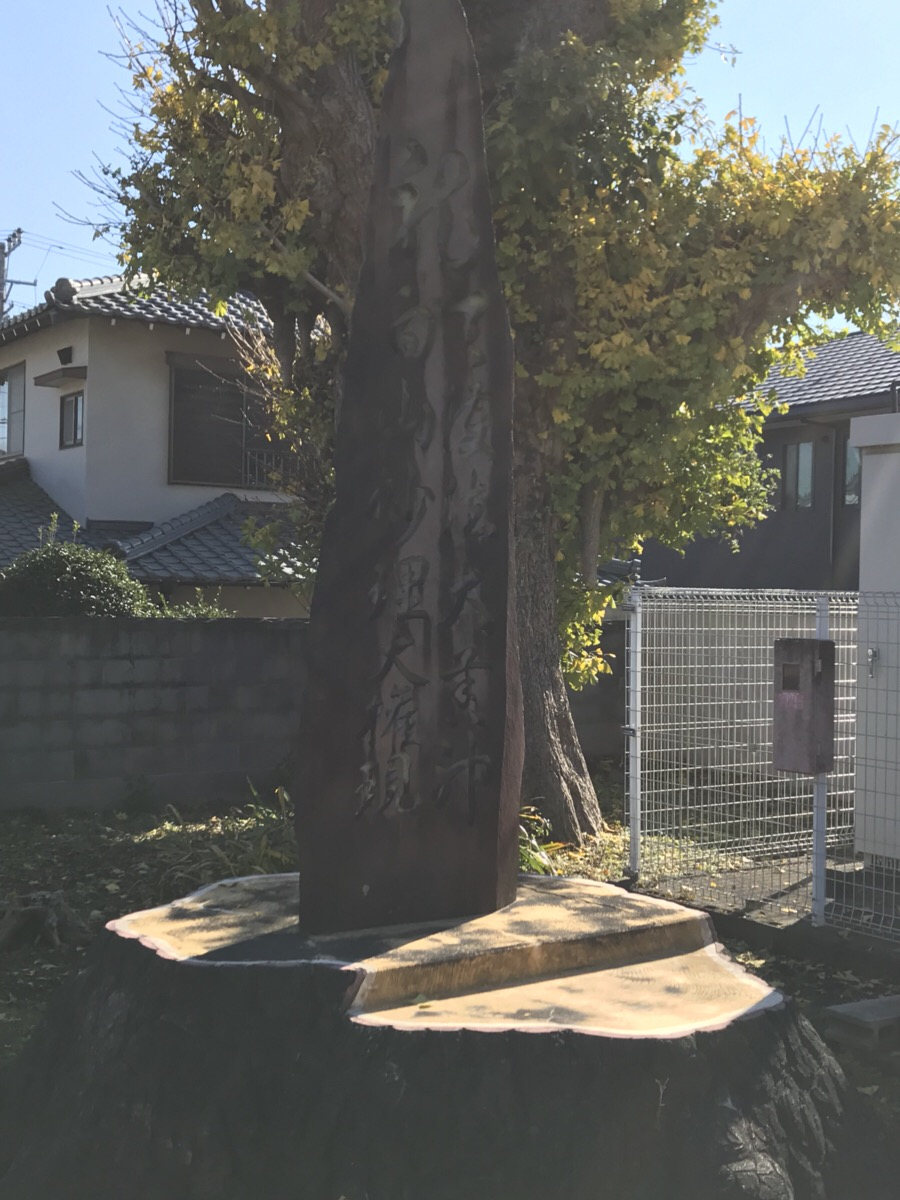
切り株の上には記念碑が立っている。（2017年12月撮影）

## 交通アクセス
所在地
- 静岡県沼津市東井出744

交通
- 沼津駅南口から富士急バスで40分東井出徒歩1分[12]、もしくは原駅よりミューバス東回りで東井出徒歩1分[13]。